# فهرست سینماهای تهران
فهرست سینماهای تهران به شرح زیر است:
| نام سینما                                                 | معمار           | تعداد صندلی | موقعیت                                                                                                | سال تاسیس | مختصات                                                                  | وضعیت        | منابع       |
| --------------------------------------------------------- | --------------- | ----------- | --- | --------- | ----------------------------------------------------------------------- | ------------ | ----------- |
| ادئون                                                     |                 | ۷۶۶         | خیابان سعدی – نرسیده به چهارراه مخبرالدوله                                                            | ۱۳۴۰      |                                                                         | غیرفعال      | [ ۱ ]       |
| ارم                                                       |                 | ۷۵۰         | خیابان جمهوری – نبش خیابان لاله زار                                                                   | ۱۳۳۶      |                                                                         | تخریب        |             |
| اروپا                                                     |                 | ۱۴۰۰        | خیابان جمهوری – بعد از میدان بهارستان                                                                 | ۱۳۴۷      | ۳۵°۴۱′۳۱″شمالی ۵۱°۲۵′۳۷″شرقی / ۳۵٫۶۹۱۹۸°شمالی ۵۱٫۴۲۶۹۸°شرقی             | انحلال       | [ ۲ ]       |
| اریکه ایرانیان                                            |                 | ۱۲۸۹        | شهرک غرب – بلوار اصلی شهید فرحزادی – نبش خیابان شهید حافظی – مجموعه فرهنگی ورزشی تجاری اریکه ایرانیان | ۱۳۷۹      | ۳۵°۴۶′۱۹٫۱″ شمالی ۵۱°۲۱′۲۷٫۳″ شرقی / ۳۵٫۷۷۱۹۷۲°شمالی ۵۱٫۳۵۷۵۸۳°شرقی     |              |             |
| استقلال                                                   |                 | ۷۰۰         | خیابان ولیعصر – بالاتر از میدان ولیعصر                                                                | ۱۳۳۹      | ۳۵°۴۲′۵۱٫۷″ شمالی ۵۱°۲۴′۲۴٫۹″ شرقی / ۳۵٫۷۱۴۳۶۱°شمالی ۵۱٫۴۰۶۹۱۷°شرقی     |              |             |
| البرز                                                     |                 | ۸۳۰         | خ لاله‌زار، نبش کوچه اتحادیه، جنب سینما لاله                                                           | ۱۳۱۹      | ۳۵°۴۱′۳۱″شمالی ۵۱°۲۵′۲۱″شرقی / ۳۵٫۶۹۱۹۰°شمالی ۵۱٫۴۲۲۴۵°شرقی             | غیرفعال      |             |
| المپیا                                                    |                 | ۷۴۸         | خیابان آذربایجان                                                                                      | ۱۳۳۷      | ۳۵°۴۱′۴۶″شمالی ۵۱°۲۲′۳۴″شرقی / ۳۵٫۶۹۶۰۴°شمالی ۵۱٫۳۷۶۰۶°شرقی             | غیرفعال      |             |
| اورانوس                                                   |                 | ۴۶۴         | خیابان وحدت اسلامی – نرسیده به چهارراه مختاری                                                         | ۱۳۴۷      |                                                                         | غیرفعال      | [ ۲ ]       |
| ایران (سبز)                                               |                 | ۳۸۰         | خیابان شریعتی – تقاطع بهار شیراز                                                                      | ۱۳۴۶      | ۳۵°۴۲′۵۴٫۷″ شمالی ۵۱°۲۶′۲۲٫۱″ شرقی / ۳۵٫۷۱۵۱۹۴°شمالی ۵۱٫۴۳۹۴۷۲°شرقی     |              |             |
| ایران (آبی)                                               |                 | ۳۳۹         | خیابان شریعتی – تقاطع بهار شیراز                                                                      | ۱۳۴۶      | ۳۵°۴۲′۵۴٫۷″ شمالی ۵۱°۲۶′۲۲٫۱″ شرقی / ۳۵٫۷۱۵۱۹۴°شمالی ۵۱٫۴۳۹۴۷۲°شرقی     |              |             |
| ایران (قرمز)                                              |                 | ۱۷۳         | خیابان شریعتی – تقاطع بهار شیراز                                                                      | ۱۳۴۶      | ۳۵°۴۲′۵۴٫۷″ شمالی ۵۱°۲۶′۲۲٫۱″ شرقی / ۳۵٫۷۱۵۱۹۴°شمالی ۵۱٫۴۳۹۴۷۲°شرقی     |              |             |
| ایران (بنفش)                                              |                 | ۱۰۱         | خیابان شریعتی – تقاطع بهار شیراز                                                                      | ۱۳۴۶      | ۳۵°۴۲′۵۴٫۷″ شمالی ۵۱°۲۶′۲۲٫۱″ شرقی / ۳۵٫۷۱۵۱۹۴°شمالی ۵۱٫۴۳۹۴۷۲°شرقی     |              |             |
| ایران (تئاتر)                                             |                 | ۱۰۲         | خیابان شریعتی – تقاطع بهار شیراز                                                                      | ۱۳۴۶      | ۳۵°۴۲′۵۴٫۷″ شمالی ۵۱°۲۶′۲۲٫۱″ شرقی / ۳۵٫۷۱۵۱۹۴°شمالی ۵۱٫۴۳۹۴۷۲°شرقی     |              |             |
| ایران                                                     |                 |             | خیابان لاله زار                                                                                       | دهه ۱۳۳۰  |                                                                         | غیرفعال      | [ ۱ ]       |
| ایوان شمس                                                 |                 | ۴۷۵         | ابتدای بزرگراه کردستان                                                                                | ۱۳۸۹      | ۳۵°۴۳′۳۰″شمالی ۵۱°۲۳′۴۳″شرقی / ۳۵٫۷۲۵۰۴°شمالی ۵۱٫۳۹۵۴۱°شرقی             |              |             |
| ایفل                                                      |                 | ۹۵۰         | خیابان نادری – بعد از خیابان سی تیر                                                                   | ۱۳۳۷      |                                                                         | غیرفعال      | [ ۱ ]       |
| آرش (با نام سابق کوروش)                                   |                 | ۲۹۰         | چهارراه مولوی – روبروی بیمارستان اشرفی اصفهانی                                                        | ۱۳۳۹      | ۳۵°۴۰′۱۰″شمالی ۵۱°۲۵′۴۰″شرقی / ۳۵٫۶۶۹۳۳°شمالی ۵۱٫۴۲۷۸۹°شرقی             | غیرفعال      |             |
| آستارا                                                    |                 | ۷۴۰         | تجریش – خیابان شهرداری                                                                                | ۱۳۴۲      | ۳۵°۴۸′۲۶٫۴″ شمالی ۵۱°۲۵′۵۲٫۱″ شرقی / ۳۵٫۸۰۷۳۳۳°شمالی ۵۱٫۴۳۱۱۳۹°شرقی     |              |             |
| آسمان آبی                                                 |                 | ۷۰۰         | خیابان پیروزی – ضلع شمالی میدان بروجردی                                                               | ۱۳۵۰      |                                                                         | غیرفعال      |             |
| آسیا                                                      | هوشنگ سیحون     | ۹۹۴         | خیابان جمهوری – تقاطع ولیعصر                                                                          | ۱۳۳۷      | ۳۵°۴۱′۴۴٫۹″ شمالی ۵۱°۲۴′۱۳٫۳۹″ شرقی / ۳۵٫۶۹۵۸۰۶°شمالی ۵۱٫۴۰۳۷۱۹۴°شرقی   | غیرفعال      | [ ۳ ]       |
| آفریقا (با نام سابق آتلانتیک)                             |                 | ۱۰۴۰        | خیابان ولیعصر – بالاتر از میدان ولیعصر                                                                | ۱۳۴۳      | ۳۵°۴۳′۰۲٫۵″ شمالی ۵۱°۲۴′۲۷٫۴″ شرقی / ۳۵٫۷۱۷۳۶۱°شمالی ۵۱٫۴۰۷۶۱۱°شرقی     |              |             |
| برلیان (با نام سابق ستاره)                                |                 | ۲۲۰         | خیابان جمهوری – نبش لاله زار                                                                          | ۱۳۲۸      | ۳۵°۴۱′۳۷″شمالی ۵۱°۲۵′۲۰″شرقی / ۳۵٫۶۹۳۵۷°شمالی ۵۱٫۴۲۲۲۸°شرقی             | غیرفعال      |             |
| بلوار (با نام سابق مدائن)                                 |                 | ۶۳۰         | بلوار کشاورز                                                                                          | ۱۳۴۰      | ۳۵°۴۲′۲۵٫۹۶″ شمالی ۵۱°۲۳′۳۲٫۲۷″ شرقی / ۳۵٫۷۰۷۲۱۱۱°شمالی ۵۱٫۳۹۲۲۹۷۲°شرقی |              |             |
| بهاران                                                    |                 | ۴۵۰         | میدان وصفنار                                                                                          | ۱۳۷۱      |                                                                         |              |             |
| بهمن ۱                                                    | نظام عامری      | ۵۸۸         | میدان انقلاب                                                                                          | ۱۳۴۴      | ۳۵°۴۲′۰۴٫۲″ شمالی ۵۱°۲۳′۳۳٫۸″ شرقی / ۳۵٫۷۰۱۱۶۷°شمالی ۵۱٫۳۹۲۷۲۲°شرقی     |              | [ ۴ ]       |
| بهمن ۲                                                    |                 | ۵۸۱         | میدان انقلاب                                                                                          | ۱۳۷۶      | ۳۵°۴۲′۰۴٫۲″ شمالی ۵۱°۲۳′۳۳٫۸″ شرقی / ۳۵٫۷۰۱۱۶۷°شمالی ۵۱٫۳۹۲۷۲۲°شرقی     |              |             |
| پارامونت                                                  |                 |             | خیابان تخت جمشید (طالقانی فعلی)                                                                       | ۱۳۴۵      |                                                                         | غیرفعال      |             |
| پارس (با نام سابق اونیورسال)                              |                 | ۷۷۰         | میدان انقلاب                                                                                          | ۱۳۴۲      | ۳۵°۴۲′۰۲٫۰″ شمالی ۵۱°۲۳′۲۵٫۶″ شرقی / ۳۵٫۷۰۰۵۵۶°شمالی ۵۱٫۳۹۰۴۴۴°شرقی     |              |             |
| پارک                                                      |                 | ۸۲۷         | خیابان جمهوری – بعد از ساختمان پلاسکو                                                                 |           |                                                                         | تغییر کاربری | [ ۲ ]       |
| پایتخت                                                    |                 | ۴۹۵         | میدان هفت تیر                                                                                         | ۱۳۸۲      |                                                                         |              |             |
| پرسپولیس                                                  |                 | ۱۰۱۸        | میدان راه آهن – ابتدای خیابان کارگر جنوبی                                                             | ۱۳۴۰      |                                                                         | غیرفعال      | [ ۲ ]       |
| پیام (با نام های سابق ب ب و پیام انقلاب)                  |                 | ۳۲۱         | خیابان انقلاب – روبروی خیابان لاله‌زار نو                                                              | ۱۳۴۱      | ۳۵°۴۲′۰۷٫۰″ شمالی ۵۱°۲۵′۲۴٫۶″ شرقی / ۳۵٫۷۰۱۹۴۴°شمالی ۵۱٫۴۲۳۵۰۰°شرقی     |              |             |
| پیروزی                                                    |                 | ۳۳۳         | خیابان پیروزی                                                                                         | ۱۳۹۵      |                                                                         |              |             |
| پیوند                                                     |                 | ۱۲۰۰        | میدان خراسان                                                                                          | ۱۳۴۸      |                                                                         | غیرفعال      |             |
| تابان                                                     |                 | ۳۴۰         | میدان امام خمینی – نبش خیابان لاله زار                                                                | ۱۳۳۴      |                                                                         | تغییر کاربری |             |
| شهر هنر (با نام سابق تاج)                                 |                 | ۷۴۴         | خیابان انقلاب – ابتدای خیابان لاله زار                                                                | ۱۳۲۳      |                                                                         | غیرفعال      | [ ۱ ]       |
| تمدن (با نام سابق زرین)                                   |                 | ۳۵۴         | خیابان مولوی                                                                                          | ۱۳۰۹\|    |                                                                         | غیرفعال      |             |
| توسکا                                                     |                 | ۹۹۷         | میدان راه‌آهن – خیابان دشت آزادگان                                                                     |           |                                                                         | تغییر کاربری | [ ۵ ]       |
| تهران (با نام سابق میامی)                                 |                 | ۶۶۸         | امام حسین                                                                                             | ۱۳۴۰      | ۳۵°۴۲′۱۰٫۴″ شمالی ۵۱°۲۶′۵۳٫۷″ شرقی / ۳۵٫۷۰۲۸۸۹°شمالی ۵۱٫۴۴۸۲۵۰°شرقی     | تغییر کاربری |             |
| تهران‌پارس                                                 |                 |             | تهران‌پارس                                                                                             | ۱۳۳۹      |                                                                         | غیرفعال      |             |
| تیراژه ۲                                                  |                 | ۲۸۸         | بزرگراه امام علی – خروجی شهید مدنی – جنب ایستگاه مترو مدنی                                            | ۱۳۹۲      | ۳۵°۴۲′۳۱٫۷″ شمالی ۵۱°۲۷′۰۶٫۶″ شرقی / ۳۵٫۷۰۸۸۰۶°شمالی ۵۱٫۴۵۱۸۳۳°شرقی     |              |             |
| تیسفون                                                    |                 | ۹۶۲         | خیابان قزوین – نرسیده به پل امامزاده معصوم                                                            | ۱۳۴۶      |                                                                         | غیرفعال      | [ ۱ ]       |
| جام جم (با نام سابق لیدو)                                 |                 | ۹۲۹         | خیابان هلال احمر – پل امامزاده معصوم                                                                  | ۱۳۴۶      |                                                                         | غیرفعال      |             |
| جمهوری (با نام سابق نیاگارا)                              | پل آبکار        | ۹۶۰         | خیابان جمهوری – نرسیده به فلسطین                                                                      | ۱۳۳۷      |                                                                         | غیرفعال      | [ ۶ ]       |
| جوان                                                      |                 | ۶۱۰         | خیابان شریعتی – نرسیده به پل رومی                                                                     | ۱۳۴۲      | ۳۵°۴۷′۰۶٫۹″ شمالی ۵۱°۲۶′۱۱٫۶″ شرقی / ۳۵٫۷۸۵۲۵۰°شمالی ۵۱٫۴۳۶۵۵۶°شرقی     |              |             |
| جی                                                        |                 | ۷۰۰         | سی متری جی                                                                                            | ۱۳۴۴      | ۳۵°۴۰′۳۲٫۲″ شمالی ۵۱°۲۲′۳۳٫۲″ شرقی / ۳۵٫۶۷۵۶۱۱°شمالی ۵۱٫۳۷۵۸۸۹°شرقی     |              |             |
| حافظ                                                      |                 | ۴۲۰         | خیابان جمهوری – نرسیده به میدان بهارستان                                                              | ۱۳۳۷      | ۳۵°۴۱′۳۴٫۸″ شمالی ۵۱°۲۵′۳۲٫۴″ شرقی / ۳۵٫۶۹۳۰۰۰°شمالی ۵۱٫۴۲۵۶۶۷°شرقی     |              |             |
| خیام                                                      |                 | ۶۰۵         | خیابان قزوین – جنب بیمارستان فارابی                                                                   | ۱۳۲۳      |                                                                         | تخریب        | [ ۲ ]       |
| دزاشیب                                                    |                 | ۲۴۰         | خیابان دزاشیب – خیابان عمار                                                                           | ۱۳۸۴      |                                                                         |              |             |
| دهکده المپیک                                              |                 | ۳۷۵         | دهکده المپیک                                                                                          | ۱۳۴۲      |                                                                         |              |             |
| رادیوسیتی                                                 | حیدر غیایی      | ۱۴۰۰        | پایین‌تر از میدان ولیعصر – نبش کوچه گیلان                                                              | ۱۳۳۷      | ۳۵°۴۲′۲۸٫۷″ شمالی ۵۱°۲۴′۲۳٫۰″ شرقی / ۳۵٫۷۰۷۹۷۲°شمالی ۵۱٫۴۰۶۳۸۹°شرقی     | غیرفعال      | [ ۵ ] [ ۶ ] |
| رنگین کمان                                                |                 | ۹۷۵         | امام حسین                                                                                             | ۱۳۴۶      |                                                                         | غیرفعال      |             |
| رودکی (با نام سابق متروپل)                                |                 | ۸۵۰         | ابتدای خیابان لاله زار شمالی – نبش خیابان جمهوری                                                      | ۱۳۲۵      |                                                                         | غیرفعال      | [ ۵ ] [ ۶ ] |
| ری (با نام سابق داریوش)                                   |                 | ۶۴۱         | خیابان امیریه – پل امیر بهادر – نبش خیابان قزوین                                                      |           |                                                                         | غیرفعال      | [ ۵ ]       |
| سارا (با نام سابق ونوس)                                   |                 | ۵۹۰         | میدان امام خمینی – اول خیابان لاله زار                                                                | ۱۳۴۲      |                                                                         | غیرفعال      | [ ۵ ]       |
| سایه (با نام سابق ساینا)                                  |                 | ۱۰۹۲        | خیابان ۱۷ شهریور جنوبی                                                                                | ۱۳۴۸      |                                                                         | غیرفعال      |             |
| سپیده (با نام سابق دیانا)                                 | وارطان هوانسیان | ۴۴۴         | خیابان انقلاب – جنب وصال                                                                              | ۱۳۲۲      | ۳۵°۴۲′۰۵٫۴″ شمالی ۵۱°۲۳′۵۸٫۱″ شرقی / ۳۵٫۷۰۱۵۰۰°شمالی ۵۱٫۳۹۹۴۷۲°شرقی     |              | [ ۶ ]       |
| ستاره (با نام سابق نور)                                   |                 | ۴۷۵         | خیابان ولیعصر – پایین‌تر از میدان منیریه                                                               |           |                                                                         | تخریب        |             |
| سحر (با نام سابق مترو)                                    |                 | ۱۳۰         | خیابان لاله زار – کوچه باربد                                                                          |           |                                                                         | غیرفعال      | [ ۵ ]       |
| سروش (با نام سابق مولن‌روژ)                                |                 | ۵۹۹         | خیابان شریعتی – بالاتر از تقاطع طالقانی                                                               | ۱۳۳۵      | ۳۵°۴۲′۳۳٫۹″ شمالی ۵۱°۲۶′۰۹٫۶″ شرقی / ۳۵٫۷۰۹۴۱۷°شمالی ۵۱٫۴۳۶۰۰۰°شرقی     |              | [ ۶ ]       |
| سعدی (با نام های سابق ماژستیک و چارلی )                   |                 | ۵۳۰         | خیابان جمهوری – نرسیده به تقاطع کارگر                                                                 | ۱۳۳۸      | ۳۵°۴۱′۴۵٫۲″ شمالی ۵۱°۲۳′۳۸٫۵″ شرقی / ۳۵٫۶۹۵۸۸۹°شمالی ۵۱٫۳۹۴۰۲۸°شرقی     | غیرفعال      |             |
| سمرقند                                                    |                 | ۴۲۰         | خیابان جنت‌آباد جنوبی – تقاطع بلوار لاله – مجتمع تجاری سمرقند                                          | ۱۳۹۲      | ۳۵°۴۶′۲۱٫۵″ شمالی ۵۱°۲۱′۳۲٫۵″ شرقی / ۳۵٫۷۷۲۶۳۹°شمالی ۵۱٫۳۵۹۰۲۸°شرقی     |              |             |
| شاهد (با نام های سابق موناکو و آتوسا)                     |                 | ۶۱۵         | چهارراه نظام آباد                                                                                     | ۱۳۵۳      |                                                                         |              |             |
| شاهین                                                     |                 | ۳۷۴         | خیابان کارگر جنوبی                                                                                    |           |                                                                         | غیرفعال      | [ ۵ ]       |
| شباهنگ (ری)                                               |                 |             | خیابان شوش                                                                                            |           |                                                                         | تخریب        |             |
| شهر تماشا ۱                                               |                 | ۴۶۰         | میدان انقلاب                                                                                          | ۱۳۵۲      |                                                                         |              |             |
| شهر تماشا ۲                                               |                 | ۱۸۰         | میدان انقلاب                                                                                          | ۱۳۵۲      |                                                                         |              |             |
| شهر قصه                                                   |                 | ۴۲۰         | چهارراه عباس‌آباد                                                                                      | ۱۳۵۰      |                                                                         | غیرفعال      |             |
| شهر قشنگ                                                  |                 | ۱۰۶۲        | خیابان ولیعصر – پایین‌تر از تقاطع جمهوری                                                               | ۱۳۳۲      |                                                                         | غیرفعال      | [ ۱ ]       |
| شهرزاد                                                    |                 | ۳۳۰         | خیابان لاله زار                                                                                       |           |                                                                         | غیرفعال      | [ ۵ ]       |
| شیرین                                                     |                 | ۴۵۹         | میدان راه‌آهن – سر پل جوادیه                                                                           |           |                                                                         | غیرفعال      | [ ۵ ]       |
| صحرا (با نام سابق ریوُلی)                                  |                 | ۱۱۰۰        | خیابان شریعتی – تقاطع طالقانی                                                                         | ۱۳۴۵      | ۳۵°۴۲′۲۷٫۶″ شمالی ۵۱°۲۶′۰۵٫۰″ شرقی / ۳۵٫۷۰۷۶۶۷°شمالی ۵۱٫۴۳۴۷۲۲°شرقی     |              |             |
| عصر جدید ۱ (با نام سابق تخت‌جمشید)                         |                 | ۶۰۴         | خیابان طالقانی – نبش وصال                                                                             | ۱۳۲۱      | ۳۵°۴۲′۱۹٫۳۷″ شمالی ۵۱°۲۳′۵۷٫۸۵″ شرقی / ۳۵٫۷۰۵۳۸۰۶°شمالی ۵۱٫۳۹۹۴۰۲۸°شرقی | انحلال       |             |
| عصر جدید ۲ (با نام سابق تخت‌جمشید)                         |                 | ۱۵۷         | خیابان طالقانی – نبش وصال                                                                             | ۱۳۵۸      | ۳۵°۴۲′۱۹٫۳۷″ شمالی ۵۱°۲۳′۵۷٫۸۵″ شرقی / ۳۵٫۷۰۵۳۸۰۶°شمالی ۵۱٫۳۹۹۴۰۲۸°شرقی | انحلال       |             |
| عصر جدید ۳ (با نام سابق تخت‌جمشید)                         |                 | ۶۴          | خیابان طالقانی – نبش وصال                                                                             | ۱۳۵۸      | ۳۵°۴۲′۱۹٫۳۷″ شمالی ۵۱°۲۳′۵۷٫۸۵″ شرقی / ۳۵٫۷۰۵۳۸۰۶°شمالی ۵۱٫۳۹۹۴۰۲۸°شرقی | انحلال       |             |
| فرخ (با نام سابق فرح)                                     |                 | ۲۵۱         | میدان قزوین                                                                                           | ۱۳۳۷      |                                                                         |              |             |
| فردوسی (با نام سابق ریتس)                                 |                 | ۱۰۲۴        | خیابان انقلاب – تقاطع لاله زار                                                                        | ۱۳۴۲      | ۳۵°۴۶′۰۶٫۷″ شمالی ۵۱°۲۵′۲۳٫۷″ شرقی / ۳۵٫۷۶۸۵۲۸°شمالی ۵۱٫۴۲۳۲۵۰°شرقی     |              |             |
| فلسطین (با نام سابق گلدن‌سیتی)                             |                 | ۸۹۵         | تقاطع فلسطین و طالقانی                                                                                | ۱۳۴۸      | ۳۵°۴۲′۲۲٫۴″ شمالی ۵۱°۲۴′۱۶٫۷″ شرقی / ۳۵٫۷۰۶۲۲۲°شمالی ۵۱٫۴۰۴۶۳۹°شرقی     |              | [ ۶ ]       |
| فلور (با نام سابق روشن و گل)                              |                 | ۴۰۰         | خیابان ولیعصر – حدفاصل امیریه و چهارراه گمرگ                                                          | ۱۳۱۶      |                                                                         | تخریب        | [ ۱ ]       |
| فرهنگ (با نام سابق سیلورسیتی)                             |                 | ۶۳۰         | خیابان شریعتی – قلهک                                                                                  | ۱۳۴۷      | ۳۵°۴۶′۳۴٫۶۳″ شمالی ۵۱°۲۶′۹٫۶۱″ شرقی / ۳۵٫۷۷۶۲۸۶۱°شمالی ۵۱٫۴۳۶۰۰۲۸°شرقی  |              |             |
| قدس (با نام سابق پولیدور)                                 |                 | ۷۳۰         | میدان ولیعصر                                                                                          | ۱۳۴۶      | ۳۵°۴۲′۴۰٫۶″ شمالی ۵۱°۲۴′۲۳٫۸″ شرقی / ۳۵٫۷۱۱۲۷۸°شمالی ۵۱٫۴۰۶۶۱۱°شرقی     |              |             |
| قیام (با نام سابق سینه‌موند)                               |                 | ۴۰۰         | خیابان طالقانی – تقاطع ولیعصر                                                                         | ۱۳۴۵      | ۳۵°۴۲′۲۴٫۱″ شمالی ۵۱°۲۴′۳۵٫۳″ شرقی / ۳۵٫۷۰۶۶۹۴°شمالی ۵۱٫۴۰۹۸۰۶°شرقی     | تغییر کاربری |             |
| کارون                                                     |                 | ۵۳۸         | رودکی                                                                                                 | ۱۳۳۷      | ۳۵°۴۱′۳۴٫۰″ شمالی ۵۱°۲۲′۳۲٫۸″ شرقی / ۳۵٫۶۹۲۷۷۸°شمالی ۵۱٫۳۷۵۷۷۸°شرقی     |              |             |
| کانون                                                     |                 | ۳۰۰         | خیابان خالد اسلامبولی – نرسیده به پارک ساعی                                                           |           |                                                                         |              |             |
| کریستال                                                   |                 | ۶۶۰         | خیابان لاله زار شمالی                                                                                 | ۱۳۲۴      |                                                                         | غیرفعال      | [ ۱ ]       |
| کسری                                                      |                 |             | خیابان انقلاب – ابتدای خیابان بهار                                                                    |           |                                                                         | تغییر کاربری | [ ۱ ]       |
| کوچ (با نام های سابق قصر طلایی و شهر طلایی)               |                 |             | میدان نامجو                                                                                           |           |                                                                         | غیرفعال      |             |
| گلریز ۱ (با نام های سابق گلدیس، آناهیتا، آپادانا و رزیتا) |                 | ۳۳۷         | خیابان اسدآبادی میدان فرهنگ                                                                           | ۱۳۳۷      | ۳۵°۴۳′۵۸٫۳″ شمالی ۵۱°۲۴′۲۱٫۹″ شرقی / ۳۵٫۷۳۲۸۶۱°شمالی ۵۱٫۴۰۶۰۸۳°شرقی     |              |             |
| گلریز ۲ (با نام های سابق گلدیس، آناهیتا، آپادانا و رزیتا) |                 | ۸۷          | خیابان اسدآبادی میدان فرهنگ                                                                           | ۱۳۳۷      | ۳۵°۴۳′۵۸٫۳″ شمالی ۵۱°۲۴′۲۱٫۹″ شرقی / ۳۵٫۷۳۲۸۶۱°شمالی ۵۱٫۴۰۶۰۸۳°شرقی     |              |             |
| لاله (با نام سابق رکس)                                    |                 | ۹۰۰         | خیابان لاله‌زار                                                                                        | ۱۳۲۴      |                                                                         | غیرفعال      | [ ۲ ]       |
| لیدور                                                     |                 |             | خیابان قزوین – خیابان هلال احمر                                                                       |           |                                                                         | غیرفعال      | [ ۲ ]       |
| ماندانا                                                   |                 | ۸۴۹         | تهران نو – تقاطع سی متری نارمک                                                                        | ۱۳۴۰      | ۳۵°۴۲′۵۲٫۸″ شمالی ۵۱°۲۹′۲۸٫۹″ شرقی / ۳۵٫۷۱۴۶۶۷°شمالی ۵۱٫۴۹۱۳۶۱°شرقی     |              |             |
| مراد                                                      |                 | ۵۸۵         | امام حسین – نبش انقلاب                                                                                | ۱۳۸۳      |                                                                         | تخریب        |             |
| مرجان                                                     |                 |             | خیابان لاله زار                                                                                       | ۱۳۳۴      |                                                                         | غیرفعال      |             |
| مرکزی (با نام سابق سانترال)                               |                 | ۲۰۵۹        | میدان انقلاب                                                                                          | ۱۳۴۲      | ۳۵°۴۲′۰۱٫۵″ شمالی ۵۱°۲۳′۲۵٫۳″ شرقی / ۳۵٫۷۰۰۴۱۷°شمالی ۵۱٫۳۹۰۳۶۱°شرقی     |              |             |
| شکوفه (با نام سابق ملت)                                   |                 | ۷۷۰         | میدان شهدا                                                                                            | ۱۳۴۰      |                                                                         |              |             |
| میلاد (با نام سابق ژاله)                                  |                 | ۵۸۸         | میدان شهدا                                                                                            | ۱۳۲۰      | ۳۵°۴۱′۲۱٫۸″ شمالی ۵۱°۲۶′۵۱٫۸″ شرقی / ۳۵٫۶۸۹۳۸۹°شمالی ۵۱٫۴۴۷۷۲۲°شرقی     |              |             |
| نادر (با نام های سابق رویال و ملی)                        |                 | ۷۰۰         | خیابان لاله زار                                                                                       | ۱۳۱۲      |                                                                         | غیرفعال      | [ ۲ ]       |
| ناهید                                                     |                 | ۴۳۰         | خیابان ۱۷ شهریور                                                                                      | ۱۳۵۰      | ۳۵°۴۰′۴۴٫۶″ شمالی ۵۱°۲۶′۵۱٫۴″ شرقی / ۳۵٫۶۷۹۰۵۶°شمالی ۵۱٫۴۴۷۶۱۱°شرقی     |              |             |
| نپتون                                                     |                 |             | خیابان دماوند – نرسیده به بیمارستان بوعلی                                                             | ۱۳۴۷      |                                                                         | غیرفعال      | [ ۵ ]       |
| ونک                                                       |                 | ۲۳۶ اتومبیل | جاده ونک                                                                                              | ۱۳۴۸      |                                                                         |              |             |
| همای (با نام سبق بانوان)                                  |                 | ۱۱۵۳        | خیابان فردوسی – نرسیده به چهار راه استانبول                                                           |           |                                                                         | غیرفعال      | [ ۱ ]       |

### پردیس‌ها
| نام سینما               | معمار                          | نشانی                                                                                     | مختصات                                                                  | وضعیت | منابع  |
| ----------------------- | ------------------------------ | ----------------------------------------------------------------------------------------- | ----------------------------------------------------------------------- | ----- | ------ |
| پردیس سینمایی ارگ       | علیرضا شرافتی – پانته‌آ اسلامی  | میدان تجریش – مجتمع تجاری ارگ – طبقه سوم                                                  | ۳۵°۴۸′۲۹″شمالی ۵۱°۲۵′۳۵″شرقی / ۳۵٫۸۰۸۱۷۸°شمالی ۵۱٫۴۲۶۴۳۷°شرقی           | فعال  | [ ۷ ]  |
| پردیس سینمایی ایران مال |                                | اتوبان شهید همت غرب – اتوبان شهید خرازی – بازار بزرگ ایران                                | ۳۵°۴۵′۱۳″شمالی ۵۱°۱۱′۲۷″شرقی / ۳۵٫۷۵۳۷۲۵۴°شمالی ۵۱٫۱۹۰۷۱۳۷°شرقی         | فعال  |        |
| پردیس سینمایی آزادی     | بابک شکوفی                     | خیابان شهید بهشتی – نبش خالد اسلامبولی (وزرا)                                             | ۳۵°۴۳′۴۱٫۲۷″ شمالی ۵۱°۲۴′۵۷٫۵۳″ شرقی / ۳۵٫۷۲۸۱۳۰۶°شمالی ۵۱٫۴۱۵۹۸۰۶°شرقی | فعال  | [ ۸ ]  |
| پردیس سینمایی باغ کتاب  | سام تهرانچی                    | بزرگراه شهید حقانی – ورودی کتابخانه ملی – باغ کتاب تهران                                  | ۳۵°۴۵′۰۸″شمالی ۵۱°۲۵′۵۶″شرقی / ۳۵٫۷۵۲۳۳۱°شمالی ۵۱٫۴۳۲۱۵۸°شرقی           | فعال  | [ ۹ ]  |
| پردیس سینمایی تماشا     | بابک شکوفی                     | یافت آباد – ابتدای بلوار مدائن                                                            | ۳۵°۳۹′۳۹٫۷″ شمالی ۵۱°۱۹′۴۹٫۰۹″ شرقی / ۳۵٫۶۶۱۰۲۸°شمالی ۵۱٫۳۳۰۳۰۲۸°شرقی   | فعال  | [ ۱۰ ] |
| پردیس سینمایی چارسو     | محمد مجیدی                     | خیابان جمهوری اسلامی – تقاطع پل حافظ – بازار چارسو                                        | ۳۵°۴۱′۴۱٫۱″ شمالی ۵۱°۲۴′۴۴٫۲″ شرقی / ۳۵٫۶۹۴۷۵۰°شمالی ۵۱٫۴۱۲۲۷۸°شرقی     | فعال  | [ ۱۱ ] |
| سینما پردیس قلهک        |                                | خیابان شریعتی – خیابان یخچال                                                              | ۳۵°۴۶′۲۱٫۵″ شمالی ۵۱°۲۱′۳۲٫۵″ شرقی / ۳۵٫۷۷۲۶۳۹°شمالی ۵۱٫۳۵۹۰۲۸°شرقی     | فعال  |        |
| پردیس سینمایی رازی      |                                | میدان گمرک (رازی) – خیابان هلال احمر                                                      | ۳۵°۴۰′۰۴٫۸″ شمالی ۵۱°۲۳′۲۷٫۱″ شرقی / ۳۵٫۶۶۸۰۰۰°شمالی ۵۱٫۳۹۰۸۶۱°شرقی     | فعال  |        |
| پردیس سینمایی راگا      |                                | شهرری – اتوبان شهید آوینی – خ کریم شیرازی – جنب شهروند                                    | ۳۵°۴۱′۴۱٫۱″ شمالی ۵۱°۲۴′۴۴٫۲″ شرقی / ۳۵٫۶۹۴۷۵۰°شمالی ۵۱٫۴۱۲۲۷۸°شرقی     | فعال  |        |
| پردیس سینمایی زندگی     |                                | میدان صادقیه – بلوار کاشانی – بلوار اباذر                                                 | ۳۵°۴۴′۰۱٫۲″ شمالی ۵۱°۱۹′۳۴٫۴″ شرقی / ۳۵٫۷۳۳۶۶۷°شمالی ۵۱٫۳۲۶۲۲۲°شرقی     | فعال  |        |
| پردیس سینمایی شکوفه     |                                | میدان شهدا                                                                                | ۳۵°۴۱′۲۱٫۴″ شمالی ۵۱°۲۶′۴۸٫۱″ شرقی / ۳۵٫۶۸۹۲۷۸°شمالی ۵۱٫۴۴۶۶۹۴°شرقی     | فعال  |        |
| پردیس سینمایی شهرک      |                                | میدان صنعت (شهرک غرب) – ابتدای بلوار فرحزادی – نبش سیمای ایران – مجتمع پلاتین – طبقه پنجم | ۳۵°۴۵′۰۸″شمالی ۵۱°۲۱′۵۵″شرقی / ۳۵٫۷۵۲۱۱۵۵°شمالی ۵۱٫۳۶۵۳۹۰۸°شرقی         | فعال  |        |
| پردیس سینمایی کورش      | مهداد جاویدی‌نژاد               | بزرگراه ستاری – نبش پیامبر مرکزی                                                          | ۳۵°۴۴′۱۹٫۱″ شمالی ۵۱°۱۸′۴۸٫۷″ شرقی / ۳۵٫۷۳۸۶۳۹°شمالی ۵۱٫۳۱۳۵۲۸°شرقی     | فعال  | [ ۱۲ ] |
| پردیس سینمایی کیان      |                                | اتوبان نواب – بعد از پل حق‌شناس – بلوار چراغی – شماره ۴۱                                   | ۳۵°۳۸′۲۶٫۴″ شمالی ۵۱°۲۱′۵۴٫۵″ شرقی / ۳۵٫۶۴۰۶۶۷°شمالی ۵۱٫۳۶۵۱۳۹°شرقی     | فعال  |        |
| پردیس سینمایی مگامال    |                                | شهرک اکباتان فاز ۲                                                                        | ۳۵°۴۲′۱۸″شمالی ۵۱°۱۸′۲۹″شرقی / ۳۵٫۷۰۴۹۲۹°شمالی ۵۱٫۳۰۸۰۰۱°شرقی           | فعال  |        |
| پردیس سینماگالری ملت    | رضا دانشمیر و کاترین اسپریدونف | خیابان ولی عصر – بزرگراه نیایش – روبروی کردستان                                           | ۳۵°۴۶′۳۵٫۲″ شمالی ۵۱°۲۴′۲۶٫۸۳″ شرقی / ۳۵٫۷۷۶۴۴۴°شمالی ۵۱٫۴۰۷۴۵۲۸°شرقی   | فعال  | [ ۱۳ ] |
| پردیس سینمایی هروی      |                                | میدان هروی – خ موسوی – نبش خ نازک – مرکز خرید هروی سنتر                                   | ۳۵°۴۶′۰۰″شمالی ۵۱°۲۸′۴۵″شرقی / ۳۵٫۷۶۶۶۹۹°شمالی ۵۱٫۴۷۹۱۴۹°شرقی           | فعال  |        |